# 顯陵 (西夏)
顯陵是中国西夏第四代皇帝崇宗李乾順的陵墓。
顯陵位于宁夏回族自治区银川市西40公里贺兰山东麓平吉堡的西夏王陵建築群內。據史料記載，1139年六月初四日，李乾順崩，年五十七岁。在位五十四年，谥号圣文皇帝，庙号崇宗，葬于顯陵。依據昭穆次序推斷，可能是西夏王陵中的六號陵，但未有確切證據證實這一點。